# ヤガ上科
ヤガ上科 (Noctuoidea) は、鱗翅目（チョウ目）に属する上科の一つ。鱗翅目の中で最大の上科であり、約4万から7万種を含む。日本からは約1700種が知られている。

## 下位分類
近年は分子系統学の発展に伴ってさまざまな新しい分類体系が提案されるようになっており、種数の多さと多様さも相まって下位分類は流動的で安定していない。
ここでは、古典的な分類体系であるGeorge F. Hampsonの体系および、比較的新しい体系であるKristensenら(2007)とZahiriら (2011, 2012)の三つの体系を、いくつかの亜科および族の情報とともに紹介する。和名は特記がない限り、駒井ら (2011)および神保 (2020)に依拠する。

### Hampsonの体系[6]
19世紀末から20世紀初頭にかけて形作られた伝統的な分類体系であり、後続の分類体系にも大きな影響を与えている。

- シャチホコガ科 Notodontidae
- ヒトリガ科 Arctiidae
  - コブガ亜科 Nolinae
- トラガ科 Agaristidae
- ヤガ科 Noctuidae
  - フサヤガ亜科 Euteliinae
- カノコガ科 Syntomiidae
- ドクガ科 Lymantriidae
- ヒトリモドキガ科 Hypsidae (Aganaidae)

### Kristensen et al. (2007)[5]
日本では科として一般的なドクガ類およびヒトリガ類をヤガ科の亜科としている。

- ミナミシャチホコガ科 Oenosandridae
- ニセシャチホコガ科 Doidae
- シャチホコガ科 Notodontidae
- アツバモドキガ科 Micronoctuidae
- ヤガ科 Noctuidae
  - トモエガ亜科 Erebinae
  - フサヤガ亜科 Euteliinae
  - コブガ亜科 Nolinae
  - ヒトリモドキガ亜科 Aganainae
  - ヒトリガ亜科 Arctiinae
    - カノコガ族 Syntomini

  - ドクガ亜科 Lymantriinae
  - トラガ亜科 Agaristinae
  - モンヤガ亜科 Noctuinae

### Zahiri et al. (2011, 2012)[7][8]
分子系統解析に基づき、ヤガ科からErebidae科を分離し、ドクガ類およびヒトリガ類をErebidae科の亜科とする。Erebidae科は日本ではまだ一般的な分類群ではなく学名をそのまま用いる場合もあるが、和名として「トモエガ科」を用いる例が見られる。
- シャチホコガ科 Notodontidae
- ミナミシャチホコガ科 Oenosandridae
- フサヤガ科 Euteliidae
- ヤガ科 Noctuidae
  - トラガ亜科 Agaristinae
- コブガ科 Nolidae
- Erebidae 科
  - ドクガ亜科 Lymantriinae
  - ヒトリモドキガ亜科 Aganainae
  - ヒトリガ亜科 Arctiinae
    - カノコガ族 Syntomini

  - ミジンアツバ亜科 Hypenodinae
    - アツバモドキ族 Micronoctuini